# Akinori Eto

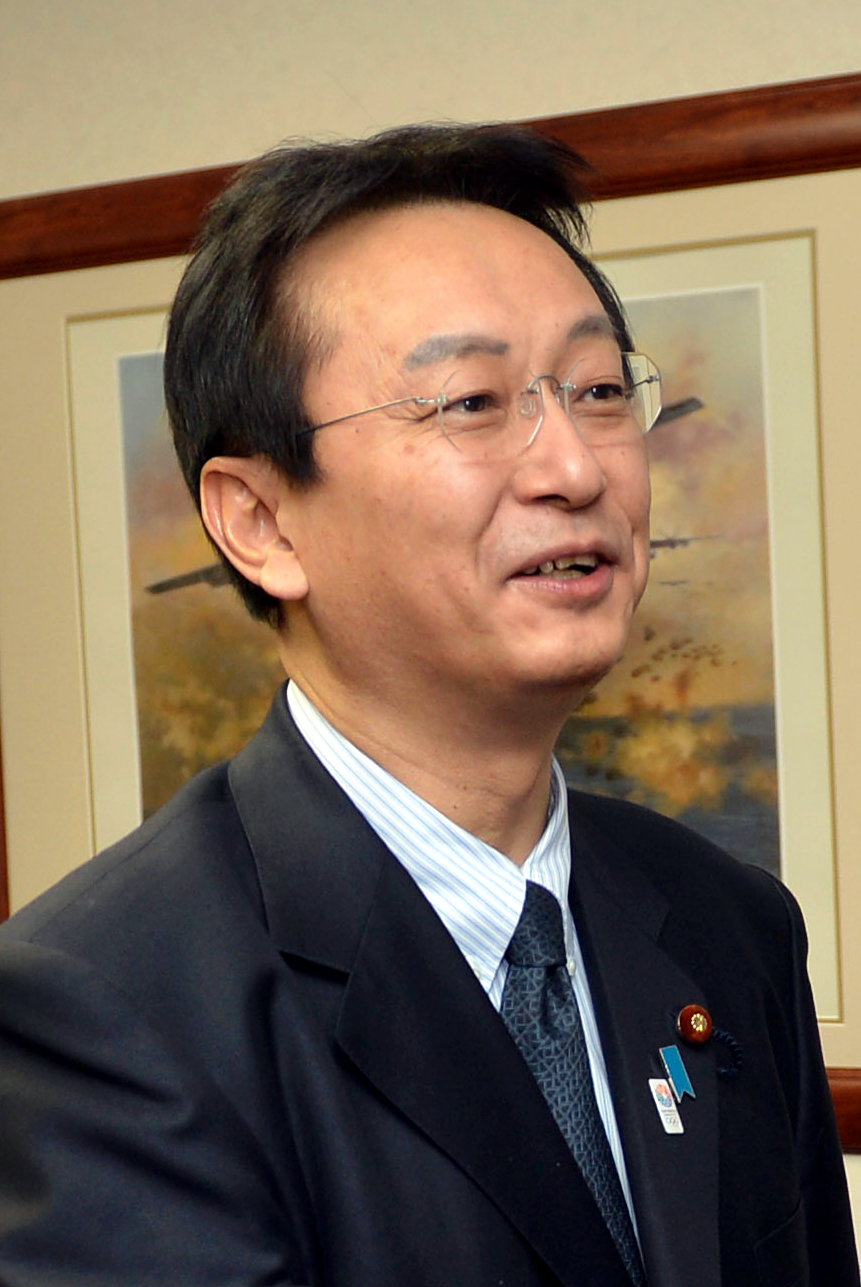
Eto 2013 bei einem Besuch auf dem US-Luftwaffenstützpunkt Yokota in der Präfektur Tokio

Akinori Eto (jap. 江渡 聡徳 Eto Akinori; * 12. Oktober 1955 in Sanbongi, Präfektur Aomori) ist ein japanischer Politiker (LDP, Asō-Faktion), Abgeordneter im Shūgiin für den Verhältniswahlblock Tōhoku und war von September bis Dezember 2014 Verteidigungsminister im umgebildeten zweiten Kabinett Abe.
Eto, Absolvent der rechtswissenschaftlichen Fakultät der Nihon Daigaku (1979) und der dortigen Graduiertenabteilung (1981), wurde 1984 Dozent an der privaten Kōsei Gakuin Hachinohe Tanki Daigaku (heute nur noch Hachinohe Tanki Daigaku, „Kurzhochschule Hachinohe“), außerdem war er Mitarbeiter und ab 1988 Vorstandsmitglied bei einer Trägerstiftung für soziale Einrichtungen (shakai fukushi hōjin), der Shiseikai (至誠会). 1996 wechselte er in die aktive Politik.
Bei der Shūgiin-Wahl 1996 bewarb sich Eto für die LDP im neuen Einmandatswahlkreis Aomori 2 und setzte sich knapp mit weniger als 800 Stimmen Vorsprung auf Shingo Mimura (NFP) durch. Bei der Wahl 2000 unterlag er Mimura (nun Mushozoku no Kai) um mehr als 6.000 Stimmen. Er wurde 2002 für zwei Jahre Direktor bei der Shiseikai. Bei der Shūgiin-Wahl 2003 – Mimura war einige Monate vorher für die Gouverneurswahl zurückgetreten – setzte sich Eto im 2. Wahlkreis Aomori gegen nur zwei Kandidaten der linken Parteien SDP und KPJ mit über 75 % der Stimmen klar durch und wurde danach bei vier Wahlen, bei denen auch die bürgerlichen Oppositionsparteien wieder Gegenkandidaten nominierten, mit absoluten Mehrheiten wiedergewählt. Zur Wahl 2017 verlor die Präfektur einen Wahlkreis und Eto soll sich fortan die LDP-Kandidatur im neuen Wahlkreis Aomori 1 nach der „Costa-Rica-Methode“ mit Jun Tsushima teilen; 2017 und 2024 kandidierte Eto nur im Verhältniswahlblock Tōhoku, wo er jeweils vor die Doppelkandidaten alleine auf den Listenplatz 1 gesetzt wurde und sicher wiedergewählt war. 2021 gewann er den Mehrheitswahlwahlkreis mit absoluter Mehrheit.
Von 2004 bis 2005 war Eto für das Kabinett Koizumi parlamentarischer Sekretär im Kabinettsamt, von 2007 bis 2008 (Kabinette Abe/Fukuda) Vizeminister im Verteidigungsministerium. Dazwischen und ab 2008 übernahm er einige nachgeordnete Positionen im engeren LDP-Vorstand (Vizevorsitzender im Komitee für Parlamentsangelegenheiten, Vizegeneralsekretär). 2012 wurde er für das zweite Kabinett Abe zunächst erneut Vizeminister im Verteidigungsministerium, 2013 übernahm er den Vorsitz des Sicherheitsausschusses (anzen hoshō iinkai) im Shūgiin, bei der Kabinettsumbildung im September 2014 berief ihn Abe zum Verteidigungsminister. Eto ist, wie Premier Abe und weitere Kabinett- und LDP-Parteimitglieder, Mitglied der als revisionistisch geltenden Nippon Kaigi.